# بهرام بن أردشير المجوسي
بهرام بن أردشير المجوسي كان ضابطًا في الدولة البويهية والعباسية من أصل زرادشتي، خدم في بداية حياته المهنية الحاكم البويهي عضد الدولة، ثم خدم لاحقًا ابنه صمصام الدولة.

## السيرة
كان بهرام ابنًا لرجل يُدعى أردشير، وكان ينتمي إلى عائلة زرادشتية. وقد ذُكر لأول مرة باعتباره أحد أمناء الملك البويهي عضد الدولة، وفي عام 976/7 م عمل مفاوضًا للأخير؛ وبعد أن هزم عضد الدولة ابن عمه عز الدولة في الأهواز، أُرسل بهرام للتفاوض مع عز الدولة وسمح للأخير بالتقاعد والاستقرار في منطقة في الشام والجزيرة الفراتية، التي كانت آنذاك تحت سيطرة الحمدانيين.
ولكن في طريقه إلى الشام، أقنع أبو تغلب - وهو الحاكم الحمداني للموصل - عز الدولة بالذهاب مرة أخرى للقتال ضد ابن عمه. وفي 29 أيار 978م، قام عز الدولة برفقة أبو تغلب بغزو أراضي عضد الدولة وقاتلوه بالقرب من سامراء. وشارك بهرام أيضًا في هذه الحرب؛ وهُزم عز الدولة مرة أخرى، وأُسر وأُعدم بأمر من عضد الدولة.
ثم سار بهرام مع بقية الجيش البويهي إلى الموصل واستولوا على المدينة، مما أجبر أبا تغلب على الفرار إلى الأراضي البيزنطية في أنطزين حيث طلب المساعدة. وفي هذه الأثناء، كان جيش البويهيين يستكمل غزو ديار بكر وديار مضر؛ وسرعان ما استولى على مدينة ميافارقين الحمدانية المهمة، مما أجبر أبا تغلب على الفرار إلى الرحبة، حيث حاول التفاوض على السلام مع عضد الدولة.
وفي نفس الفترة، أُرسل بهرام برفقة ضباط بويهيين آخرين لاعتقال الوزير السابق لعز الدولة وهو ابن بقية. وفي عام 983، أُرسل بهرام على رأس جيش لمحاربة الحاكم الكردي المرواني أبو شجاع باذ، لكنه هُزم. وفي عهد صمصام الدولة بن عضد الدولة، خدمه بهرام بوصفه نائبًا له، ولكن أُعدم في عام 986 م.